# Dobrica Tegeltija
Dobrica Tegeltija (serbisch-kyrillisch Добрица Тегелтија; * 6. Oktober 2000 in Brčko) ist ein bosnisch-serbischer Fußballspieler.

## Karriere

### Verein
Tegeltija begann seine Karriere beim FK Vojvodina. Im Oktober 2016 absolvierte er sein erstes und einziges Spiel für Vojvodina in der SuperLiga. Zur Saison 2019/20 wechselte der Mittelfeldspieler nach Österreich zum viertklassigen First Vienna FC. In zwei Spielzeiten kam er zu sechs Einsätzen in der Wiener Stadtliga. Am Ende der Saison 2020/21 stieg er mit der Vienna in die Regionalliga auf.
Nach dem Aufstieg wechselte Tegeltija zur Saison 2021/22 aber zurück in die Stadtliga und schloss sich dem SR Donaufeld Wien an. Auch mit Donaufeld stieg er zu Saisonende in die Regionalliga auf.

### Nationalmannschaft
Tegeltija spielte 2016 erstmals für eine bosnische Jugendnationalauswahl. Mit der U-17-Mannschaft nahm er 2017 an der EM teil. Während des Turniers kam er in allen drei Partien der Bosnier zum Einsatz, die aber bereits in der Vorrunde ausschieden.